# Bosque de Porvenir
El Área Natural de Manejo Integrado del Bosque del Porvenirse encuentra en el municipio del Porvenir en la provincia Nicolás Suárez del departamento de Pando a 33 km de la ciudad de Cobija, Bolivia. Cuenta con una superficie de 31 859,3 ha y se encuentra a una altitud de 222 m s. n. m. Tiene como objetivo conservar sus ecosistemas y promover el aprovechamiento sostenible de los recursos forestales no maderables (principalmente nueces de Brasil o castañas (Bertholleria excelsa) y frutos de asaí (Euterpe precatoria) por parte de las 5 comunidades que habitan dentro de sus límites.  
El Bosque del Porvenir tiene como zonas de apreciación los bosques amazónicos y el río Tahuamanu.
Fauna
El área protegida consta de una fauna diversa: Biodiversidad de Bolivia
- Peces
- Anfibios
- Reptiles
- Mamíferos
- Aves

Dentro del área protegida habitan especies en peligro de extinción:
- Pteronura brasiliensis : Londra o Nutria Gigante
- Priodontes máximos': Pejiche
- Callimico goeldii : Calimico
- Ateles chamek: Mono Araña
- Saginus imperator': el Titi Emperador
- Speothos venaticus : el Perrito de Monte
- Panthera onca: Jaguar
- Tapirus terrestris: Tapir

También se destaca la presencia del Jochi Pintado (Agouti paca), que distribuye semillas de castaña dentro del área.
Flora
Dentro del área protegida algunas especies destacables son, Goma (Hevea brasiliensis'),  Castaña  (Bertholleria excelsa), Asai (Euterpe precatoria), Ceibo (Cedrela adorata), Tajibo (Handroanthus impetiginosus), entre otras que son de importancia.
Aspectos socioeconómicos
1. Manejo de productos no maderables silvestres.
2. Aprovechamiento de la castaña, asai y otros productos del bosque.
3. Tiene un futuro prometedor para el desarrollo de sistemas agroforestales y manejo sustentable de los recursos paisajísticos.